# Nizza-Alassio
La Nizza-Alassio era una corsa in linea di ciclismo su strada che si disputò tra Nizza e Alassio, nelle sue prime dieci edizioni. Successivamente per quattro anni, dal 1993 al 1996, si corse la Monte Carlo-Alassio, mentre l'ultima edizione del 1997 prese la denominazione di Alassio Cup.
La Nizza-Alassio veniva disputata in febbraio e rappresentava una delle prime competizioni di avvicinamento alla Milano-Sanremo. Nella sua pur breve storia, ha visto sfrecciare al traguardo in prima posizione tre campioni del mondo (Francesco Moser, Stephen Roche e Mario Cipollini) e altri corridori di fama internazionale, come Pierino Gavazzi e Gianluca Bortolami.

## Albo d'oro
Aggiornato all'edizione 1997
| Anno      | Vincitore              | Secondo                 | Terzo               |
| --------- | ---------------------- | ----------------------- | ------------------- |
| 1979      | Jean-François Pescheux | Christian Muselet       | Jacques Esclassan   |
| 1980      | Francesco Moser        | Guy Sibille             | Gregor Braun        |
| 1981      | Bruno Wolfer           | Giuseppe Passuello      | Wladimiro Panizza   |
| 1982      | René Bittinger         | Pascal Guyot            | Urs Freuler         |
| 1983      | Eric Dall'Armellina    | Gilbert Duclos-Lassalle | Yvon Bertin         |
| 1984      | Stephen Roche          | Robert Millar           | Jacques Bossis      |
| 1985      | Pierino Gavazzi        | Sean Yates              | Ad Wijnands         |
| 1986      | Giovanni Mantovani     | Patrick Serra           | Ad Wijnands         |
| 1987      | Giuseppe Calcaterra    | Patrick Serra           | Benny Van Brabant   |
| 1988      | non disputato          | non disputato           | non disputato       |
| 1989      | Willem Van Eynde       | Marco Vitali            | Stefano Della Santa |
| 1990-1992 | non disputato          | non disputato           | non disputato       |
| 1993      | Gianluca Bortolami     | Michele Coppolillo      | Heinrich Trumheller |
| 1994      | Adriano Baffi          | Stefano Zanini          | Phil Anderson       |
| 1995      | Mario Cipollini        | Stefano Zanini          | Fabrizio Bontempi   |
| 1996      | Filippo Casagrande     | Gianluca Bortolami      | Angelo Canzonieri   |
| 1997      | Gabriele Balducci      | Elio Aggiano            | Biagio Conte        |